# قبعين (ماوية)

تعديل مصدري - تعديل

قبعين  هي إحدى قرى مديرية ماوية بمحافظة تعز اليمنية، بلغ تعداد سكانها 1894 نسمة حسب التعداد السكاني في اليمن في 2004.